# Pompéi dans les aquarelles de Luigi Bazzani
Pompéi dans les aquarelles de Luigi Bazzani est un ensemble d'aquarelle représentant Pompéi détruite par le Vésuve, réalisée par Luigi Bazzani.

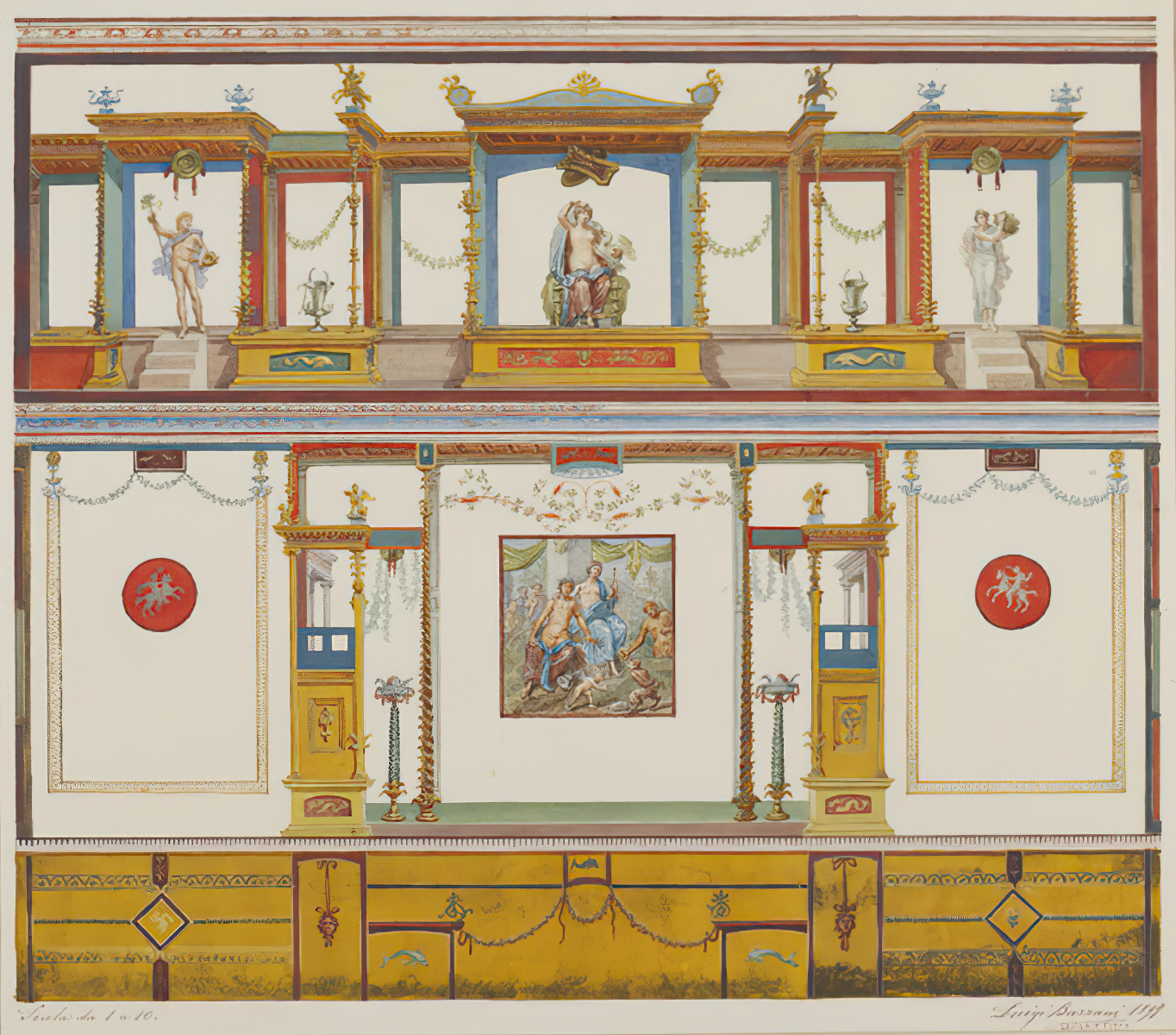
Luigi Bazzani, Fresques architecturales à Pompéi avec figures, aquarelle.

## Description

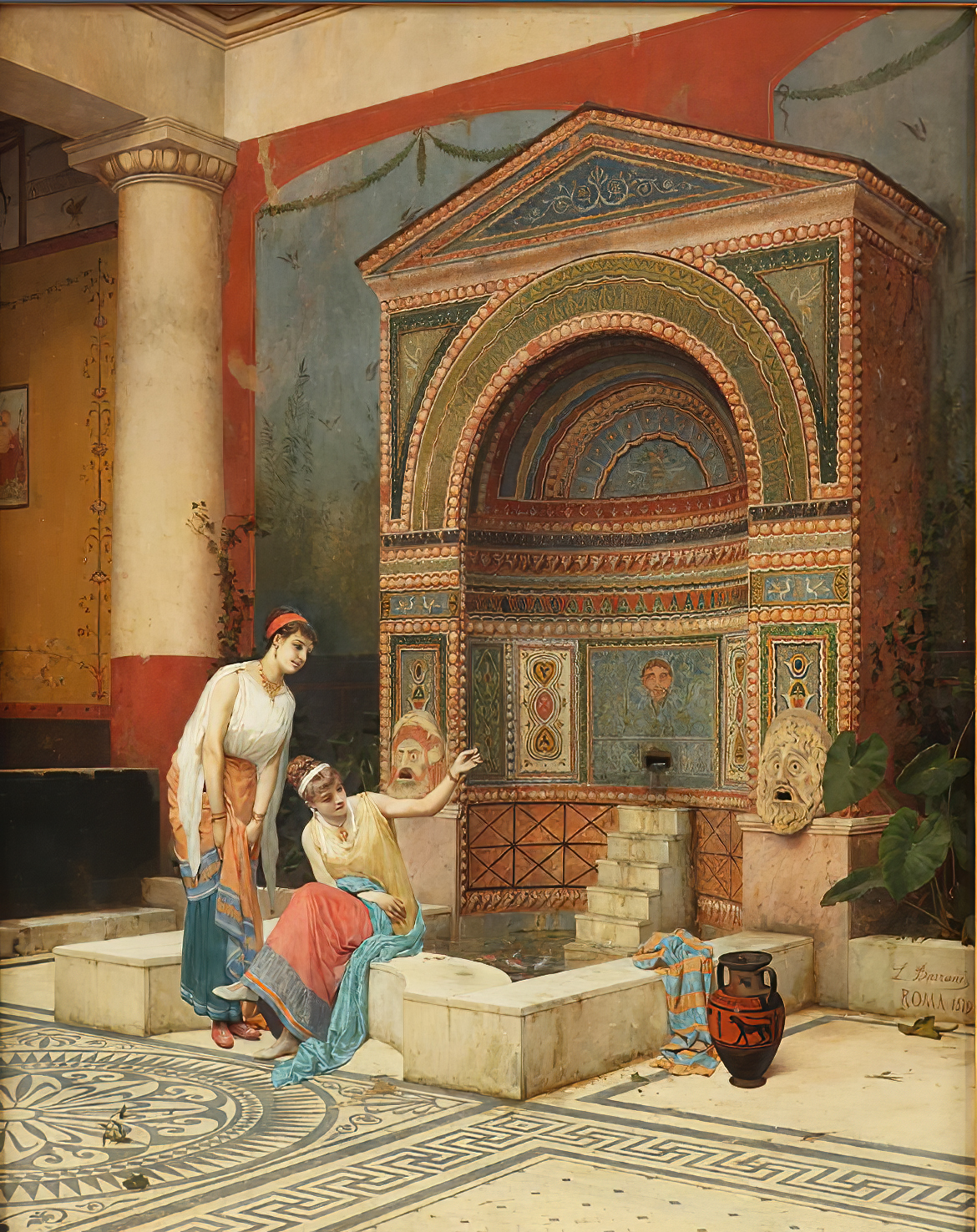
Luigi Bazzani, Des femmes nourrissant les poissons dans un atrium à Pompéi, huile, 1879.

Luigi Bazzani est né dans une famille d'artistes bolonais d'origine qui s'affirment au XIXe siècle.
Ses huiles et ses délicates aquarelles, qui révèlent une étude attentive - mais non sans des interprétations personnelles - dans la reconstruction historique de la vie des anciens Romains, ont également été utiles pour les archéologues, pour donner un sens aux architectures et aux décorations découvertes à Pompéi.
Amedeo Maiuri, nommé en 1924 surintendant aux Antiquités de Naples et du Mezzogiorno et directeur du Musée archéologique national de Naples, a publié une étude sur Pompéi et l'a assorti de photos en couleur des aquarelles de Luigi Bazzani.
En 1882-1888, Bazzani a collaboré avec Cesare Maccari à la fresque avec des scènes de vie dans la Rome antique - qui se trouve dans la salle Maccari à Palais Madame - en peignant les perspectives sur le fond.

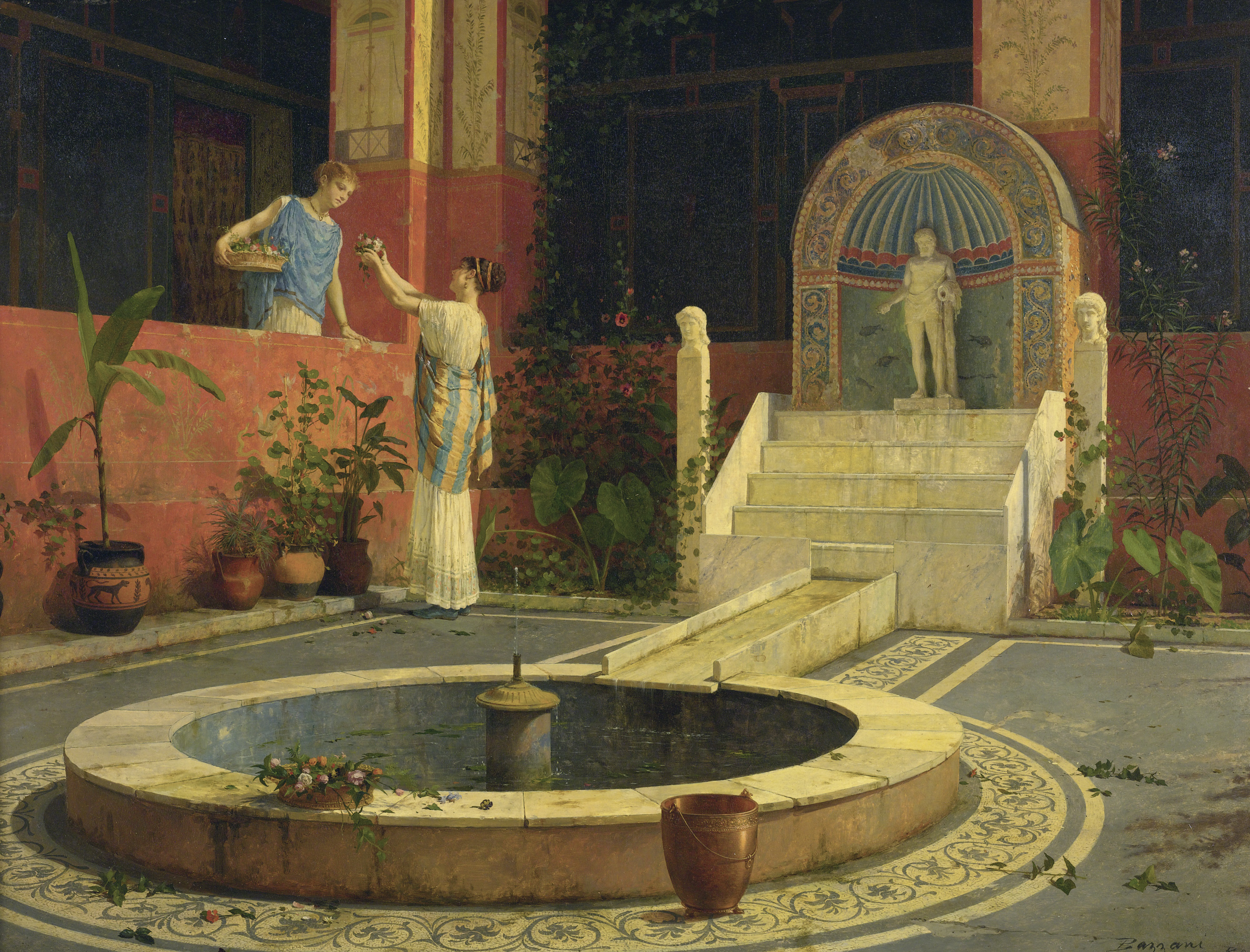
Luigi Bazzani, Offre de fleurs à Pompéi, huile.

### Style
Les premières aquarelles de Pompéi (1876) sont des études, des ébauches, reprises en plein air. Par contre, quelques aquarelles successives sont exécutées avec précision du fond jaune ou rouge pompéien et des décors. Parfois, sur les aquarelles avec une décoration géométrique et architecturale, il laisse la note : « Échelle de 1 à 10 » (« Scala da 1 a 10 »), au cas où cette peinture puisse ensuite être utile pour ses scénographies. Les aquarelles de Pompéi sont devenues des œuvres d'art en soi, mais certaines ont servi à ses toiles à l'huile avec des scènes de vie dans l'ancienne Pompéi.
Les aquarelles de Pompéi, peints par Luigi Bazzani, se trouvent dans plusieurs musées et collections: au Musée archéologique national de Naples, au Victoria and Albert Museum (la collection d'aquarelles est déposée), au Musée de Rome à Palazzo Braschi (Casa dei Vettii a Pompei).

### Datation des aquarelles
La date sur une aquarelle indique la période où l'œuvre a été réalisée, mais ne suppose pas nécessairement la présence à Pompéi de l'auteur, qui a répété les sujets. Voir le problème de datation de la Fontaine avec des mosaïques dans la maison de C. Virnius Modestus (IX 7, 16) : Colonnes en mosaïque à Pompéi (14 juin 1882 - un détail de la fontaine), Fontaine en mosaïque avec une niche à Pompéi (Juin 1882), Fontaine de la domus de C. Virnius Modestus (IX 7, 16) à Pompéi (sans date), Fontaine à Pompéi avec mosaïques bleues (date illisible).
D'autres sujets que l'artiste répète - soit dans ses aquarelles, soit dans ses peintures à l'huile - sont la table en marbre blanc et sur plinthes, dans l'atrium avec impluvium de la domus du Principe di Napoli et la fontaine avec mosaïques, dans la domus de la Grande fontaine : Fontaine en mosaïque, avec cascade et masques tragiques, à Pompéi (1888) et Détail de la fontaine en mosaïque avec masque tragique dans la domus de la Grande fontaine à Pompéi (11 mai 1898).

### Expositions des aquarelles
- 2013 - Davvero! La Pompei di fine '800 nella pittura di Luigi Bazzani, Bologne, Fondazione del Monte - Naples, Museo archeologico nazionale[5]

## Liste des aquarelles de Luigi Bazzani

### Avec la date
| Titre | Œuvre | Description                                                                             | Époque            | Signature / date                                                         | Mesures        | Ubication                                            | Notes |
| --- | ----- | --------------------------------------------------------------------------------------- | ----------------- | ------------------------------------------------------------------------ | -------------- | ---------------------------------------------------- | --- |
| Étude préliminaire de fresque dans la domus du Poète tragique, à Pompéi                                                    |       |                                                                                         | 10 février 1876   | POMPEI 10 Feb. 76                                                        |                | Victoria and Albert Museum, Londres                  | |
| Atrium avec sol en mosaïque et plinthe à colonne, à Pompéi                                                                 |       |                                                                                         | 4 septembre 1876  | Luigi Bazzani POMPEI IV Sett 76                                          |                | Victoria and Albert Museum, Londres                  | |
| Intérieur d'un magasin dans la ruelle du Coq (n. 5), à Pompéi                                                              |       |                                                                                         | 10 septembre 1876 | POMPEI 10 Set. 78.                                                       |                |                                                      | |
| Magasin dans la ruelle du Coq (n. 5), à Pompéi                                                                             |       |                                                                                         | 11 septembre 1876 | POMPEI 11 sett. 76                                                       |                |                                                      | |
| Fresque à Pompéi, avec décor de figures insérées dans des éléments architecturaux, sur fond noir ou rouge, sol en mosaïque |       |                                                                                         | 11 septembre 1876 | Pompei, XI. SET. 76                                                      |                | Victoria and Albert Museum, Londres                  | |
| Détail d'une fresque à Pompéi                                                                                              |       |                                                                                         | 12 septembre 1876 | Pompei, XII, Sett. 76                                                    |                | Victoria and Albert Museum, Londres                  | |
| Entrée à la Fullonica ou domus des Teinturiers, en rue du Vésuve, à Pompéi                                                 |       |                                                                                         | 12 septembre 1876 | POMPEI XII Sett. 76                                                      |                |                                                      | |
| Fresque architecturale dans une domus à Pompéi                                                                             |       |                                                                                         | 12 septembre 1876 | POMPEI XII Sett 76                                                       |                | Victoria and Albert Museum, Londres                  | |
| Angle de maison avec signalisation, à Pompéi                                                                               |       |                                                                                         | 12 septembre 1876 | POMPEI XII Sett 76                                                       |                | Victoria and Albert Museum, Londres                  | |
| Fresque à Pompéi avec laraire à colonnes                                                                                   |       |                                                                                         | 25 septembre 1876 | Luigi Bazzani POMPEI XV Sett 76                                          |                | Victoria and Albert Museum, Londres                  | |
| Étude préliminaire d'une fresque dans une domus (Regio VI) à Pompéi                                                        |       |                                                                                         | 26 septembre 1876 | POMPEI XVI Set. 76                                                       |                | Victoria and Albert Museum, Londres                  | |
| Table en marbre sur plinthes, à Pompéi                                                                                     |       |                                                                                         | 26 septembre 1876 | Luigi Bazzani POMPEI XVI Set. 76                                         |                | Victoria and Albert Museum, Londres                  | |
| Croquis avec rampe en mosaïque à Pompéi                                                                                    |       |                                                                                         | 1876              | Luigi Bazzani POMPEI 1876                                                |                |                                                      | |
| Étude préliminaire de fresque dans une domus de la ruelle du Coq à Pompéi                                                  |       |                                                                                         | 9 mai 1878        | POMPEI 9 MAGGIO 78                                                       |                | Victoria and Albert Museum, Londres                  | |
| Atrium avec fontaine dans une domus à Pompei                                                                               |       |                                                                                         | 16 mai 1878       | L. Bazzani, Pompei, 16 maggio 1878                                       | cm 25,3 x 32,5 |                                                      | |
| Fresque avec fontaine, oiseaux et motifs floraux, à Pompéi                                                                 |       |                                                                                         | 6 juin 1882       | L. Bazzani POMPEI 6 Giugno 82                                            |                | Victoria and Albert Museum, Londres                  | |
| Stylobate sur le mur de la salle de bain d'une domus privée, à Pompéi                                                      |       |                                                                                         | 8 juin 1882       | Stilobate sulla parete del bagno di una casa privata. POMPEI 8 Giugno 82 |                | Victoria and Albert Museum, Londres                  | |
| "L'aspetto della Fontana", fresque à Pompéi                                                                                |       |                                                                                         | 11 juin 1882      | POMPEI 11 Giugno 82. L'aspetto della Fontana                             |                | Victoria and Albert Museum, Londres                  | |
| Laraire décoré de fresques à Pompéi                                                                                        |       |                                                                                         | 12 juin 1882      | POMPEI 12 Giugno 82                                                      |                | Victoria and Albert Museum, Londres                  | |
| "Piante uccelli fontana", fresque à Pompéi                                                                                 |       |                                                                                         | 12 juin 1882      | POMPEI 12 Giugno 1882. Piante uccelli fontana                            |                | Victoria and Albert Museum, Londres                  | |
| Croquis détaillé d'une fresque à Pompéi                                                                                    |       |                                                                                         | 13 juin 1882      | 13 Giugno 82                                                             |                |                                                      | |
| Colonnes en mosaïque à Pompéi                                                                                              |       |                                                                                         | 14 juin 1882      | 14 Giugno 82                                                             |                | Victoria and Albert Museum, Londres                  | voir : Fontaine en mosaïque avec une niche à Pompéi et Datation des aquarelles                             |
| Fontaine en mosaïque avec une niche à Pompéi                                                                               |       | Un auvent en bois qui n'est pas présent dans d'autres aquarelles avec la même fontaine. | Juin 1882         | Luigi Bazzani POMPEI Giugno 1882                                         |                | Victoria and Albert Museum, Londres                  | voir : Colonnes en mosaïque à Pompéi et Datation des aquarelles                                            |
| Fresque à Pompéi, avec décor de statuettes, sur fond noir ou rouge                                                         |       |                                                                                         | 9 février 1887    | Luigi Bazzani 1887 IX di FE. et Scala metà del vero                      |                | Victoria and Albert Museum, Londres                  | |
| Détail de l'atrium à Pompéi dans la domus de la Chasse Ancienne                                                            |       |                                                                                         | 11 septembre 1886 | 11 Sette. 86                                                             |                |                                                      | |
| Atrium dans la domus de la Chasse Ancienne, à Pompéi                                                                       |       |                                                                                         | Septembre 1886    | Luigi Bazzani POMPEI Sett. 1886                                          |                |                                                      | |
| Atrium à Pompéi dans la domus de la Chasse Ancienne                                                                        |       |                                                                                         | 1886              | Luigi Bazzani POMPEI 86                                                  |                |                                                      | |
| Porte d'entrée peinte d'une riche domus à Pompéi                                                                           |       |                                                                                         | 1888              | Luigi Bazzani POMPEI 1888                                                |                | Victoria and Albert Museum, Londres                  | |
| Fontaine en mosaïque, avec cascade et masques tragiques, à Pompéi                                                          |       |                                                                                         | 1888              | Luigi Bazzani POMPEI 1888                                                |                | Victoria and Albert Museum, Londres                  | voir : Détail de la fontaine en mosaïque avec masque tragique dans la domus de la Grande fontaine à Pompéi |
| Apodyterium dans les Bains de Stabie                                                                                       |       |                                                                                         | 1889              | Luigi Bazzani POMPEI 1889                                                |                |                                                      | |
| Laraire ou autel de famille, vu sur place après les fouilles, dans la domus d'Aulus Vettius, à Pompéi                      |       |                                                                                         | 1895              |                                                                          |                |                                                      | |
| Domus du Mariage d'Argent, à Pompéi                                                                                        |       |                                                                                         | 1895              | Luigi Bazzani POMPEI 1895                                                |                |                                                      | [ 6 ] |
| Fresque à Pompéi avec éléments architecturaux et décors sur fond jaune ou noir                                             |       |                                                                                         | 1895              | Luigi Bazzani 1895                                                       |                | Victoria and Albert Museum, Londres                  | |
| Atrium dans la domus des Vettii, à Pompéi                                                                                  |       |                                                                                         | 1895              |                                                                          |                |                                                      | |
| Mur extérieur d'une domus à Pompéi                                                                                         |       |                                                                                         | 1896              | Luigi Bazzani POMPEI 1896                                                |                | Victoria and Albert Museum, Londres                  | |
| Four à Pompéi |       |                                                                                         | 1897              | Luigi Bazzani POMPEI 1897                                                |                | Victoria and Albert Museum, Londres                  | |
| Détail de la fontaine en mosaïque avec masque tragique dans la domus de la Grande fontaine à Pompéi                        |       |                                                                                         | 11 mai 1898       | POMPEI 11 Maggio 98                                                      |                |                                                      | voir : Fontaine en mosaïque, avec cascade et masques tragiques, à Pompéi                                   |
| Fontaine décorée de mosaïque bleue, à Pompéi                                                                               |       |                                                                                         | Juin 1899         | Luigi Bazzani POMPEI Giugno 1899                                         |                | Victoria and Albert Museum, Londres                  | |
| Fresque architecturale à Pompéi avec des panneaux blancs et noirs                                                          |       |                                                                                         | 1899              | Luigi Bazzani 1899 et Scala da 1 a 10                                    |                | Victoria and Albert Museum, Londres                  | |
| Fresque architecturale à Pompéi avec figures                                                                               |       |                                                                                         | 1899              | Luigi Bazzani 1899 et Scala da 1 a 10                                    |                | Victoria and Albert Museum, Londres                  | |
| Fontaine à Pompéi |       |                                                                                         | 22 juillet 1901   | Luigi Bazzani POMPEI 22 Lug. 1901                                        |                |                                                      | |
| Atrium à Pompéi dans la domus du Centenaire                                                                                |       |                                                                                         | 1901              |                                                                          |                |                                                      | [ 7 ] |
| Nymphée à Pompéi dans la domus du Taureau                                                                                  |       |                                                                                         | 1901              |                                                                          |                |                                                      | voir : File:Nymphaeum of the House of the Bull at Pompeii 1901 (Watercolor).jpg                            |
| Intérieur à Pompéi avec fresques sur fond rouge                                                                            |       |                                                                                         | 28 juillet 1902   | Luigi Bazzani POMPEI 28 Lug. 1902                                        |                |                                                      | |
| Les Bains à Pompéi |       |                                                                                         | 1902              | Luigi Bazzani POMPEI 1902                                                |                |                                                      | |
| Gynécée dans la domus de Salluste à Pompéi (VI 2, 4)                                                                       |       |                                                                                         | 1902              | Luigi Bazzani POMPEI 1902                                                | cm 42,6 x 31   | Musée archéologique national de Naples - inv. 139439 | [ 5 ] |
| Rue de Pompéi |       |                                                                                         | 1902              | Luigi Bazzani POMPEI 1902                                                |                | Victoria and Albert Museum, Londres                  | |
| Laraire dans la domus IX,1,7 à Pompéi                                                                                      |       |                                                                                         | 1903              |                                                                          |                |                                                      | voir : File:Lararium of the House IX,1,7, Pompeii,1903 (watercolor).jpg                                    |
| Fontaine à mosaïque à Pompei, avec statuette d'Eros                                                                        |       |                                                                                         | 18 juillet 1904   | Luigi Bazzani POMPEI D. 18-7-1904                                        |                | Victoria and Albert Museum, Londres                  | voir : Domus de la Petite fontaine, à Pompéi                                                               |
| Odeion ou le Petit théâtre à Pompéi                                                                                        |       |                                                                                         | 1910              | POMPEI 1910 Luigi Bazzani                                                |                |                                                      | |
| Thermopolium dans la ruelle du Pharmacien à Pompéi                                                                         |       |                                                                                         | 1913              | Luigi Bazzani POMPEI 1913                                                |                |                                                      | |
| Atrium dans la domus de Cornelius Rufus à Pompéi                                                                           |       |                                                                                         | Septembre 1913    | Luigi Bazzani POMPEI Sett. 1913                                          |                |                                                      | |
| Triclinium dans la domus V,2,15 à Pompéi                                                                                   |       |                                                                                         | 1914              |                                                                          |                |                                                      | |
| Fontaine à Pompéi avec mosaïques bleues                                                                                    |       |                                                                                         | date illisible    | Luigi Bazzani POMPEI                                                     |                | Victoria and Albert Museum, Londres                  | voir : Fontaine dans la domus de C. Virnius Modestus (IX,7,16) à Pompéi et Datation des aquarelles         |
| Arcs de Néron dans le Forum de Pompéi                                                                                      |       |                                                                                         | Date illisible    | Luigi Bazzani POMPEI                                                     |                |                                                      | |

### Sans la date
| Title | Oevre | Description | Époque présumée      | Signature / date     | Mesures      | Ubication                                            | Notes                                                                                    |
| --- | ----- | ----------- | -------------------- | -------------------- | ------------ | ---------------------------------------------------- | ---------------------------------------------------------------------------------------- |
| Fresque à Pompéi, sur fond jaune et avec médaillons muraux                                                    |       |             |                      |                      |              | Victoria and Albert Museum, Londres                  |                                                                                          |
| Tombeau couvert d'une niche, décorée à l'intérieur avec des guirlandes de fleurs, dans la nécropole de Pompéi |       |             |                      | Luigi Bazzani.       |              |                                                      | Publiée par Amedeo Maiuri                                                                |
| Tombe dans la nécropole de Pompéi                                                                             |       |             |                      | Luigi Bazzani.       |              |                                                      | Publiée par Amedeo Maiuri                                                                |
| Thermopolion dans la ruelle du Coq à Pompéi                                                                   |       |             |                      |                      |              |                                                      | Publiée par Amedeo Maiuri                                                                |
| Temple de la Fortuna Augusta à Pompéi                                                                         |       |             |                      | Luigi Bazzani        |              |                                                      |                                                                                          |
| Temple d'Isis                                                                                                 |       |             |                      |                      |              |                                                      | Publiée par Amedeo Maiuri                                                                |
| Portail d'une maison patricienne dans la rue Auguste à Pompéi                                                 |       |             |                      |                      |              |                                                      | Publiée par Amedeo Maiuri                                                                |
| Le Petit Théâtre de Pompéi                                                                                    |       |             |                      | Luigi Bazzani POMPEI | cm 32 x 42   | Musée archéologique national de Naples - inv. 139446 |                                                                                          |
| Local intérieur à Pompéi                                                                                      |       |             |                      | Luigi Bazzani POMPEI |              |                                                      |                                                                                          |
| Forum à Pompéi                                                                                                |       |             |                      |                      |              |                                                      |                                                                                          |
| Fontaine en mosaïque avec trois bassins à Pompéi, dans la domus de la Méduse                                  |       |             |                      | Luigi Bazzani POMPEI |              | Victoria and Albert Museum, Londres                  | voir : File:Mosaic fountain with three pools in Pompeii watercolor by Luigi Bazzani.jpg  |
| Pavé en mosaïque qui amène à un péristyle décoré de fresques, à Pompéi                                        |       |             |                      | L. Bazzani           |              | Victoria and Albert Museum, Londres                  |                                                                                          |
| Insula dans la Région IX, V, 18 à Pompéi                                                                      |       |             |                      |                      |              |                                                      | Publiée par Amedeo Maiuri                                                                |
| Laraire dans la domus de L. Caecilius Jucundus à Pompéi                                                       |       |             |                      |                      |              |                                                      | Publiée par Amedeo Maiuri,                                                               |
| Fresque à Pompéi, avec détails floraux                                                                        |       |             |                      |                      |              | Victoria and Albert Museum                           |                                                                                          |
| Domus d'Octavius Primus, à Pompéi                                                                             |       |             |                      | Luigi Bazzani Pompei |              |                                                      |                                                                                          |
| Domus du Balcon suspendu, à Pompéi                                                                            |       |             |                      |                      |              |                                                      | Publiée par Amedeo Maiuri                                                                |
| Domus de la Petite fontaine, à Pompéi                                                                         |       |             |                      |                      |              |                                                      | voir : Fontaine à mosaïque à Pompei, avec statuette de Eros. Publiée par Amedeo Maiuri   |
| Domus des Vettii, à Pompéi                                                                                    |       |             | post 1894, ante 1927 | Luigi Bazzani POMPEI |              |                                                      | [ 9 ]                                                                                    |
| Domus avec impluvium et table en marbre, à Pompéi                                                             |       |             |                      |                      |              |                                                      | Publiée par Amedeo Maiuri,                                                               |
| Fresque à Pompéi, avec détails floraux                                                                        |       |             |                      |                      |              | Victoria and Albert Museum                           |                                                                                          |
| Fresque d'un magasin à Pompéi                                                                                 |       |             |                      |                      |              |                                                      |                                                                                          |
| Chambre avec fresques à Pompéi                                                                                |       |             |                      |                      |              | Victoria and Albert Museum                           |                                                                                          |
| Fontaine dans la domus de C. Virnius Modestus (IX,7,16) à Pompéi                                              |       |             |                      | Luigi Bazzani POMPEI | cm 47 x 32,5 | Musée archéologique national de Naples - inv. 139427 | voir : Fontaine à Pompéi avec mosaïques bleues et Datation des aquarelles                |
| Fontaine dans une rue de Pompéi                                                                               |       |             |                      | POMPEI Luigi Bazzani |              | Victoria and Albert Museum, Londres                  |                                                                                          |
| Fontaine avec tête de Mercure, dans la rue Mercure à Pompéi                                                   |       |             |                      | Luigi Bazzani        |              |                                                      | Publiée par Amedeo Maiuri                                                                |
| Détail de fresques à Pompéi sur le fond noir                                                                  |       |             |                      |                      |              | Victoria and Albert Museum, Londres                  |                                                                                          |
| Détail d'un plafond voûté à Pompéi                                                                            |       |             |                      |                      |              | Victoria and Albert Museum, Londres                  |                                                                                          |
| Entrée d'une domus pompéianne                                                                                 |       |             |                      | Luigi Bazzani        |              |                                                      |                                                                                          |
| Pied d'un brasier de bronze, à Pompéi                                                                         |       |             |                      |                      |              |                                                      |                                                                                          |
| Ruelle en face de la domus d'Epidius Rufus et la domus d'Epidius Sabinus, à Pompéi                            |       |             |                      |                      |              |                                                      |                                                                                          |
| Fresque à Pompéi, avec figures et décors sur le fond noir ou rouge                                            |       |             |                      |                      |              | Victoria and Albert Museum, Londres                  |                                                                                          |
| Vue extérieure de la domus d'Epidius, à Pompéi                                                                |       |             |                      |                      |              |                                                      |                                                                                          |
| Domus des Vettii à Pompéi                                                                                     |       |             |                      |                      |              |                                                      |                                                                                          |
| Colonnade dans la domus de Cornelius Rufus à Pompéi                                                           |       |             |                      |                      |              |                                                      |                                                                                          |
| Laraire avec deux colonnes, à Pompéi                                                                          |       |             |                      | Luigi Bazzani ROMA   |              | Victoria and Albert Museum, Londres                  | [ 11 ]                                                                                   |
| Coin du péristyle des appartements des femmes dans la domus de Salluste, à Pompéi                             |       |             |                      |                      |              |                                                      |                                                                                          |
| Atrium dans la domus du Prince de Naples, à Pompéi                                                            |       |             |                      |                      |              |                                                      | Voir : Domus avec impluvium et table en marbre, à Pompéi (prise sous un angle différent) |
| Atrium à Pompéi avec des colonnes                                                                             |       |             |                      |                      |              |                                                      | Publiée par Amedeo Maiuri                                                                |
| Atrium dans une domus à Pompéi                                                                                |       |             |                      |                      |              | Victoria and Albert Museum, Londres                  |                                                                                          |
| Atrium de la domus du Marin, à Pompéi                                                                         |       |             |                      | Luigi Bazzani        |              |                                                      |                                                                                          |